# Scutellaria siphocampyloides
Scutellaria siphocampyloides är en kransblommig växtart som beskrevs av Wilhelm Vatke. Scutellaria siphocampyloides ingår i Frossörtssläktet som ingår i familjen kransblommiga växter. Inga underarter finns listade i Catalogue of Life.